# Security Support Provider Interface
Security Support Provider Interface (SSPI) est une API utilisée par les systèmes Microsoft Windows pour réaliser différentes opérations liées à la sécurité dont l'authentification.
Un SSP est une DLL qui rend une ou plusieurs bibliothèques logicielles (packages) disponibles aux applications.